# Дханкута
Дханкута (непальск. धनकुटा) — город и муниципалитет на юго-востоке Непала, в районе Дханкута зоны Коси Восточного региона страны. Расположен на высоте 1109 м над уровнем моря. Через город проходит шоссе Коси (Koshi Highway), соединяющее равнинные районы на юге зоны (Тераи) и отдалённые высокогорные районы долины реки Арун — на севере зоны. Дханкута является важным торговым центром для населения всех близлежащих деревень. На южной окраине города расположена районная больница.
Население по данным переписи 2011 года составляет 26 440 человек, из них 12 378 мужчин и 14 062 женщины. Население города представлено преимущественно неварцами, а население окружающих город сельских районов представлено различными этническими группами, главным образом магарами, раи, лимбу, тамангами и тибетцами.